# Wielka Synagoga w Brodach
Wielka Synagoga w Brodach – jest najoryginalniejszym zabytkiem sakralnym w tym mieście. Powstawała od 1742 r. na miejscu poprzedniej drewnianej z XVI wieku, spalonej w latach 90. XVII wieku, jako budowla na rzucie kwadratu z dużymi oknami i wysoką attyką w formie dwukondygnacyjnego, arkadowego fryzu. Wnętrze o sklepieniu wspartym na czterech kolumnach jest całkowicie pozbawione drewnianego wystroju. Według spisu z 1826 r. w Brodach było osiem synagog, w tym dwie drewniane. Synagoga jest nieużytkowana i popada w ruinę.